# Oospila orchardae
Oospila orchardae är en fjärilsart som beskrevs av Louis Beethoven Prout 1933. Oospila orchardae ingår i släktet Oospila och familjen mätare. Inga underarter finns listade i Catalogue of Life.